# Paola Boldrini
Paola Boldrini (Occhiobello, 8 agosto 1960) è una politica italiana.

## Biografia
Nata a Occhiobello, in provincia di Rovigo, residente a Porotto (FE), è laureata in pedagogia ed è responsabile amministrativo del Dipartimento di studi umanistici dell'università.

### Attività politica

#### Gli inizi ed elezione a deputato
È stata presidente della Circoscrizione Nord Ovest di Ferrara dal 2004 al 2009 e della Circoscrizione 3 dal 2009 al 2014.
Nel dicembre 2012 Paola Boldrini partecipa alle elezioni primarie "Parlamentarie” del Partito Democratico (PD) per scegliere i candidati al Parlamento alle imminenti elezioni politiche, ottenendo 3 563 voti di preferenze nella provincia di Ferrara, venendo candidata alla Camera dei deputati, tra le liste del PD nella circoscrizione Emilia-Romagna, dove risulterà tuttavia la terza dei non eletti; ma a seguito di tre scorrimenti, viene deputata il 12 gennaio 2015, subentrando ad Emma Petitti, nominata assessore al Bilancio della Regione Emilia-Romagna.
Nella XVII legislatura della Repubblica ha fatto parte della 4ª Commissione Difesa, in sostituzione del sottosegretario di Stato Davide Faraone, e della 12ª Commissione Affari sociali, oltre ad essere membro e segretaria della Commissione parlamentare d'inchiesta sugli effetti dell'utilizzo dell'uranio impoverito.

#### Elezione a senatore
Alle elezioni politiche del 2018 viene eletta senatrice nel collegio plurinominale Emilia-Romagna - 02. Nel corso della XVIII legislatura è stata membro, capogruppo per il PD e vicepresidente della 12ª Commissione igiene e sanità al Senato, oltreché componente e segretaria della Commissione parlamentare d'inchiesta sulle attività connesse alle comunità di tipo famigliare che accolgono minori.
Alle elezioni politiche anticipate del 2022 viene ricandidata alla Camera nel collegio uninominale Emilia-Romagna - 09 (Ferrara) per il centro-sinistra, ottenendo il 30,43% e venendo sconfitta da Mauro Malaguti del centrodestra (47,72%), non è quindi eletta.